# Jack Chamangwana
Jack Chamangwana, né le 30 avril 1957 et mort le 6 mai 2018 à Blantyre (Malawi), est un footballeur international malawite évoluant au poste de défenseur.

## Biographie
Il effectue la plus grande partie de sa carrière avec l'équipe des Wanderers de Blantyre (1975-1986), avant de jouer pour les Kaizer Chiefs de Soweto, en Afrique du Sud (1986-1989).
Avec 133 sélections en équipe nationale, il est le second joueur le plus capé de son pays, après Young Chimodzi.
Chamangwana participe avec l'équipe du Malawi à la Coupe d'Afrique des nations 1984 organisée en Côte d'Ivoire. Il dispute également les éliminatoires du mondial 1978, du mondial 1982, et du mondial 1986.
De 2006 à 2008, il est l'entraîneur de l'équipe tanzanienne des Young Africans.

## Palmarès
- Vainqueur de la Coupe d'Afrique du Sud en 1987 avec les Kaizer Chiefs
- Finaliste de la Coupe d'Afrique du Sud en 1988 avec les Kaizer Chiefs